# Selhání trhu
Selhání trhu je souhrnný název pro situaci, kdy tržní alokace statků není efektivní, takže pozici některých účastníků lze zlepšit, aniž by se zhoršila pozice ostatních. Výsledek tržní alokace tedy neodpovídá Paretovu optimu.
Lze rozeznat několik typů tržního selhání podle různých příčin:
1. nedokonalá konkurence, například při monopolu,
2. zanedbání externalit, tj. nákladů, které neoprávněně vznikají jiným, např. poškozením životního prostředí,
3. problém veřejných statků,
4. informační asymetrie – neúplné informace, nerovný přístup k informacím.

Selhání trhu je jedním z nejčastějších argumentů proti volnému trhu. Kritici poukazují na čtyři výše zmíněné případy, u kterých nastaly některé problematické výsledky, a následně tvrdí, že trhy buď neměly, nebo nemohly tyto situace řešit.  V řešení tržních selhání se keynesiánci staví spíše na stranu státu, naopak liberálnější ekonomové mnohé z nich vyvracejí a věří ve volný trh. Někteří obhájci (Rakouská škola) volného trhu dokonce tyto čtyři případy neuznávají a poukazují na „vlastnost světa“. Většina selhání trhu potom pramení z vynucených státních zásahů do volného trhu.

## Nedokonalá konkurence
Abychom správně došli k pojmu nedokonalá konkurence, je potřeba si nejdříve rozdělit konkurenci na dokonalou a nedokonalou. V případě dokonalé konkurence dochází na trhu k symetrickým informacím všech účastníků trhu, tj. spotřebitelů a firem, a k efektivní alokaci zdrojů neboli maximálnímu uspokojení mezi prodávaným/nakupovaným množstvím a cenou.
Nedokonalá konkurence popírá předešlé informace. Dochází k určité nerovnováze na trhu, kdy se křivka individuální poptávky nebo nabídky vychýlí od svého rovnovážného bodu a dochází k neefektivní alokaci zdrojů. Typickým příkladem je ovlivnění ceny, kdy jeden z typů NK může svým přičiněním nebo samotnou změnou trhu prostřednictvím vlády ovlivnit cenu.
Hlavní příčiny vzniku nedokonalé konkurence:
- nákladové podmínky, tzv. úspory z rozsahu výroby (průměrné náklady s růstem výroby klesají),
- diferenciace produktu, kdy se výrobce snaží co nejvíce odlišit od své konkurence,
- nesprávně sem bývají řazeny i netržní bariéry konkurence, jako tzv. právní restrikce, které představují ochranné známky, patenty, copyright apod., které logicky nemohou být označeny za příčinu tržních selhání.

### Monopolní síla
Nejvýstižnějším opakem dokonalé konkurence je monopol. Jedná se zpravidla o jediného výrobce, který určuje cenu produkce. Neexistence substitutů a silné bariéry znamenají výlučné postavení na trhu. Čím větší je monopolní síla, tím menší je cenová elasticita neboli čím větší má monopol moc, tím je obtížnější srazit cenu níž a spotřebitel se musí smířit s tím, co nabízí trh, i když jsou ceny předražené. Monopol musí znát i potřeby svých spotřebitelů a jejich ochotu zaplatit za výrobky.

## Externality
Výstižná a přesná definice je vystihuje ve smyslu, že výroba nebo spotřeba jednoho subjektu způsobuje nezamýšlené náklady nebo přínosy jiným subjektům, aniž by za ně platily. Externality mohou existovat jak ve výrobě, tak ve spotřebě, vždy jde o vztah, který není postižen systémem cen.

### Kladné externality
Činnost jednoho subjektu zlepší situaci druhému subjektu, který nevynaložil snahu získat nějaký prospěch a nemusel prospěch prvnímu subjektu hradit. Příklady: včelař a sadař (k sadaři se přistěhuje včelař, jeho včely opylují květy stromů sadaře a tím mu zvýší úrodu), vilová čtvrť a hlídací pes (majitel se pořídí psa, aby ho ochránil před zloději a současně tím ochraňuje i ostatní majitele vilové čtvrti), kamerový systém – majitel domu si pořídí kamerový systém na ochranu svého majetku (kamera hlídá i majetek souseda).

### Záporné externality
Přesný opak kladných externalit, kdy místo prospěchu vznikají druhému subjektu náklady, které mu nikdo neuhradí. Příklady: chemička a chovatel ryb (chemička vypouští do rybníka toxické látky, které způsobí, že část ryb uhyne), továrna na výrobu poplašných zařízení a dům důchodce (továrna znepříjemňuje život důchodci, ten se rozhodne dům prodat, ale z důvodu výskytu extrémně vysokého hluku klesá tržní hodnota domu).
Coasův teorém přinesl nový pohled na externality neboli lidově řečeno, že by se oba subjekty mohly mezi sebou rozumně domluvit, aniž by zasáhl stát. Tento teorém platí za předpokladu, že transakční náklady jsou nulové a vlastnická práva volně převoditelná.

## Veřejné statky
Statky nebo služby, pro něž jsou typické dvě vlastnosti:
- nezmenšitelnost (tzv. nerivalitní spotřeba), kdy spotřeba jedním nebo miliony subjektů neovlivní spotřebované množství,
- nevylučitelnost, kdy ze spotřeby není možné či je extrémně nákladné vyloučit spotřebitele, který za daný statek neplatí (tzv. černý pasažér, který se vyhne placení za druhy statků a přiživuje se na těch, kteří za tyto statky poctivě platí), např. národní obrana, policie apod.

## Asymetrická informace
Jedna strana trhu ví více než druhá, kupující nebo prodávající je lépe informován a těží z toho co ví, tj. z toho vyplývá, že druhá strana je znevýhodněna.
Vzniká ze dvou důvodů:
- utajená činnost – nepozorovatelnost nákladů ostatních subjektů,
- utajená informace – jedna strana trhu má více odborných znalostí než druhá.

### Morální hazard
Informovaný subjekt při maximalizaci svého užitku snižuje užitek neinformovaných subjektů. Typickým příkladem je vztah nájemce-zmocněnec (principal-agent), kdy zmocněnec jedná pouze ve vlastním prospěchu. Snahou nájemce je prostřednictvím zmocněnce maximalizovat užitek, ale právě z důvodu utajené činnosti či informace má zmocněnec někdy ve svém postavení výhodu a využívá toho ve svůj prospěch.

### Nepříznivý výběr
Méně žádoucí subjekty se zúčastní směny více než žádoucí subjekty trhu. Subjekty s méně kvalitním zboží vytěsňují subjekty s kvalitním zbožím.
Z pohledu dokonalé konkurence by to fungovalo takto: lidé, kteří by byli ochotni se spokojit s méně kvalitním zbožím, nebo spotřebitelé, kteří by byli ochotni zaplatit větší obnos peněz za kvalitní zboží či zboží špičkové kvality.
V současném světě, tj. především na trhu nedokonalé konkurence, nezbývá spotřebiteli nic jiného, než si zboží koupit a vyzkoušet si ho a následně posoudit, jestli se jedná o kvalitní výrobek a dojde k opakované koupi.

## Kritika existence termínu „selhání trhu“
Pokud myslíme „selháním trhu“ to, že tržní alokace statků není efektivní, tak v opačné případě, kdy je tržní alokace maximálně efektivní (dokonale konkurenční), by se tento jev nevyskytoval. Jelikož ideální svět maximální efektivity neexistuje, můžeme tak prakticky každé jednání trhu nazvat „tržím selháním“.
Obvinění ze selhání trhu je tak srovnatelné s tvrzením, že trhy neprodukují „dokonalost“, která je s ohledem na realistické podmínky nedosažitelná. V tomto slova smyslu, trhy „selhávají“ neustále. Tyto nedokonalosti (lepší termín než „selhání“) jsou nejen nedílnou součástí reálného trhu, ale také jsou tím, co vede podnikání a konkurenci k nacházení způsobů jak zlepšovat život. Kritika pochází od zastánců rakouské školy.